# Dianella
Dianella é um género botânico pertencente à família Hemerocallidaceae.
Na classificação taxonômica de Jussieu (1789), Dianella é um gênero  botânico,  ordem  Asparagi,  classe Monocotyledones com estames perigínicos.